# Prebl, Šentlenart v Labotski dolini
Prebl je naselje v Občini Šentlenart v Labotski dolini v Okraju Volšperk na Koroškem v Avstriji.